# ماله برزنو (ناحیه موست)
ماله برزنو (ناحیه موست) (به چکی: Malé Březno) یک منطقهٔ مسکونی در جمهوری چک است که در ناحیه موست واقع شده‌است. ماله برزنو ۱۹٫۰۸ کیلومتر مربع مساحت و ۲۰۸ نفر جمعیت دارد و ۲۴۶ متر بالاتر از سطح دریا واقع شده‌است.